# Tephrina epimysaria
Tephrina epimysaria là một loài bướm đêm trong họ Geometridae.